# Fernando Poe
Fernando Poe, all'anagrafe Allan Fernando Reyes Poe (San Carlos, 27 novembre 1916 – Manila, 23 ottobre 1951), è stato un attore, regista e produttore cinematografico filippino.
Dotato di grande fascino e carisma, è annoverato tra i primi grandi artisti del cinema filippino assieme a Rogelio de la Rosa e Leopoldo Salcedo. All'apice della carriera fu soprannominato Hari ng mga Bituin ("Re delle stelle"), interpretando classici quali Giliw ko (1939), Palaris (1941), Dugo at bayan (1946), Awit ni palaris (1946), Hagibis (1947) e Ali Mudin (1948). Nel periodo postbellico si focalizzò su una fortunata carriera da regista, protrattasi sino alla morte prematura nel 1951 per un'infezione da rabbia.
Comunemente noto come Fernando Poe sino alla morte, dagli anni sessanta è chiamato Fernando Poe Sr. per distinguerlo dal figlio Ronald Allan, conosciuto nel cinema locale come Fernando Poe Jr. e altresì protagonista di una fortunata carriera da attore.

## Biografia
Nacque il 27 novembre 1916 nella città di San Carlos, figlio del drammaturgo catalano Lorenzo Pou (1870-1954) e della pangasinense Marta Prado Reyes (1881-1963). Giunto nell'arcipelago prima della rivoluzione filippina, qui Lorenzo anglicizzò il proprio cognome in Poe per conformarlo agli standard locali e fondò un'azienda attiva nel settore minerario.
Studente modello, si laureò in chimica nel 1935 presso l'Università delle Filippine e poi in odontoiatria nel 1942 presso il Philippine Dental College. La naturale e raffinata eleganza del giovane Poe attirò l'interesse dei produttori cinematografici statunitensi Edward Tait e George Harris, fondatori nel 1933 della Filippine Films, che decisero immediatamente di puntare su di lui come attore facendolo esordire come protagonista nel film Birhen walang dambana (1936). 

## Vita personale
Condusse una vita sentimentale movimentata. La prima moglie fu una certa Paulita Gomez, con la quale restò sposato solo un anno, nel 1936.
Nel 1940 si unì in matrimonio con la collega d'università Elizabeth “Bessie” Gatbonton Kelley (1917-1999), nata da padre irlando-americano e madre filippina, dalla quale ebbe sei figli: Elizabeth Ann, Ronald Allan, Fernando II, Martha Genevieve, Fredrick ed Evangeline. Sia Ronald Allan che Fernando II seguirono le sue orme nel mondo del cinema, divenendo noti con i nomi d'arte Fernando Poe Jr. e Andy Poe.
Ebbe inoltre numerosi flirt con note attrici del suo periodo, alcune delle quali furono sue coprotagoniste. Durante il matrimonio con Elizabeth Kelley ebbe una breve relazione proprio con una di esse, Patricia Mijares, dalla quale ebbe un figlio, Conrad, anch'egli attore.

### Morte
Il 21 ottobre 1951 si recò in una clinica del quartiere di Sampaloc, a Manila, lamentando forti dolori alla regione dell'anca. Le strategie di trattamento risultarono però inefficaci, sicché il giorno seguente, al peggiorare delle sue condizioni di salute, gli furono riscontrati sintomi tipici della rabbia, ma era oramai troppo tardi. Si venne quindi a sapere che poco meno di due mesi prima l'attore, tagliatosi a una gamba sul set di uno dei suoi ultimi film, aveva fatto leccare la ferita aperta a un suo cane (probabilmente infetto) nella credenza che ciò potesse accelerare il processo di guarigione. La situazione precipitò rapidamente e Poe morì poco dopo, la sera del 23 ottobre 1951.

## Filmografia

### Attore
- Birhen walang dambana (1936)
- Zamboanga, regia di Eduardo de Castro (1937)
- Bakas ng kalansay (1937)
- Hatol ng mataas na langit (1938)
- Ang maya (1938)
- Giliw ko, regia di Carlos Vander Tolosa (1939)
- Hanggang langit, regia di Ted Del Rio (1939)
- Biyak na bato, regia di Fausto J. Galauran e Jose Nepomuceno (1939)
- Punit na bandila (1939)
- Mabangong bulaklak (1939)
- Leron-leron sinta (1939)
- Dilim at liwanag, regia di Eduardo de Castro (1940)
- Dalagang Pilipina, regia di Eduardo de Castro (1940)
- Tinig ng pag-ibig, regia di Ted Del Rio (1940)
- Puso ng isang Filipina, regia di Juan Pedro De Tavera (1940)
- Datu-talim (1940)
- Alaalang banal (1940)
- Paraluman, regia di Tor Villano (1941)
- Bayani ng buhay (1941)
- Palaris, regia di Antonio G. Verches (1941)
- Puting dambana (1941)
- Ang viuda alegre, regia di Enrique Herrera-Dávila (1941)
- Princesa Urduja (1942)
- Ano hata o ute, regia di Yutaka Abe (1944)
- The Dawn of Freedom, regia di Gerardo de Leon e Yutaka Abe (1944)
- Tatlong Maria, regia di Gerardo de Leon (1944)
- Liwayway ng kalayaan, regia di Gerardo de Leon (1944)
- Dugo at bayan, regia di Fernando Poe (1946)
- Intramuros: The Rape of a City, regia di Fernando Poe (1946)
- Awit ni palaris, regia di Fernando Poe (1946)
- Palaboy ng Tadhana, regia di Fernando Poe (1946)
- Haciendera, regia di Lamberto V. Avellana (1947)
- Milyonaryong hampas-lupa, regia di Fernando Poe (1947)
- Limbas, regia di Fernando Poe (1947)
- Hagibis, regia di Fernando Poe (1947)
- Carmencita mia, regia di Paquito Bolero (1948)
- Anak-pawis, regia di Fernando Poe (1948)
- Ali Mudin, regia di Fernando Poe (1948)
- A La Viva!, regia di Lamberto V. Avellana (1948)
- Tictaban, l'isola dell'amore proibito (Forbidden Women), regia di Eduardo de Castro (1948)
- Sagur, regia di Mar I. Esmeralda (1949)
- The 13th Sultan, regia di Eduardo de Castro (1949)
- Bertong Balutan (1950)
- Kami ang sugatan, regia di Ricardo Del Prado (1950)
- Sigaw ng Bayan, regia di Carlos Vander Tolosa (1950)

### Regista
- Dugo at bayan (1946)
- Intramuros: The Rape of a City (1946)
- Awit ni palaris (1946)
- Palaboy ng Tadhana (1946)
- Milyonaryong hampas-lupa (1947)
- Limbas (1947)
- Pamela (1947)
- Hagibis (1947)
- Anak-pawis (1948)
- Ali Mudin (1948)
- Mag-inang ulila (1951)
- Anak ko...! (1951)
- Darna (1951)
- Walang kapantay (1951)
- Basag na Manika (1951)
- Nanay ko (1951)

### Produttore
- Dugo at bayan, regia di Fernando Poe (1946)
- Intramuros: The Rape of a City, regia di Fernando Poe (1946)
- Awit ni palaris, regia di Fernando Poe (1946)
- Limbas, regia di Fernando Poe (1947)
- Sorry na lang, regia di Oscar del Rosario (1947)
- Daily doble, regia di Oscar del Rosario (1947)
- Apoy na ginatungan, regia di Paquito Bolero (1951)